# Sukošan
Sukošan – wieś w Chorwacji, w żupanii zadarskiej, siedziba gminy Sukošan. W 2011 roku liczyła 2808 mieszkańców.